# Gramatica limbii române, ediția 2005
Gramatica limbii române este o lucrare științifică publicată în anul 2005 de Institutul de Lingvistică „Iorgu Iordan - Al. Rosetti” la Editura Academiei Române. Coordonarea lucrării a fost realizată de Valeria Guțu Romalo. Lucrarea se compune din două volume: „Cuvântul” și „Enunțul”. 
A fost elaborată sub egida Academiei Române, de un colectiv format din cercetători și din cadre universitare de la Facultatea de Litere a Universităților din București și Brașov. Este o lucrare cu o concepție teoretică nouă.
Printre autoare sunt următoarele:
- Raluca Brăescu
- Elena Carabulea
- Fulvia Ciobanu
- Blanca Croitoru Balaciu
- Laurenția Dascălu Jinga
- Andreea Dinică
- Mihaela Gheorghe
- Adriana Gorăscu
- Valeria Guțu Romalo
- Dana Manea
- Margareta Manu Magda
- Isabela Nedelcu
- Gabriela Pană Dindelegan
- Magdalena Popescu-Marin
- Marina Rădulescu Sala
- Camelia Stan
- Domnița Tomescu
- Andra Vasilescu
- Ileana Vântu
- Rodica Zafiu

Referenții științifici sunt Liliana Ionescu-Ruxăndoiu și Ioana Vintilă Rădulescu.